# 記者室
記者室（きしゃしつ）は、官公庁などの公的機関や業界団体などが取材の為に、特定の記者クラブに対して独占的に貸与した部屋である。

## 概要
記者室は、日本特有の仕組みである。任意団体にすぎない特定の記者クラブが公的機関の設備を独占的に貸与され、排他的に使用している。一時的な作業スペースというより、記者が出勤する無料の分室と化している。全国紙は1社あたり年間数億円のオフィス費を免れている。また記者室は、記者会見場と同じように貸主からの情報提供・貸主への個別取材の場となっている。しかし聖域化しており、記者クラブに属さないメディアは入室できない。記者クラブの利権の1つとして問題視されている。
記者室を廃止しようという動きがある。日本では1990年代後半以降、鎌倉市や長野県など一部の地方公共団体で廃止された。しかし中央省庁では未だに新設されている。韓国では2000年代後半、中央官庁の記者室が原則廃止された。しかし現在は復活している。

## 設備
中央省庁の記者クラブの場合、記者室と記者会見場をセットで貸与されている。官公庁が入居する一等地のオフィスビルに40平方メートル～700平方メートルを占有している。
記者会見場より2倍～6倍広いスペースに、特定の記者だけが常駐する場所が用意されている。備品も無償貸与である。机や椅子、応接セット、電話やファックスの他に、プラズマテレビや新聞が用意されている。報道協定の連絡用黒板が設置され、専用の受付には役人が常駐している。

## 記者の日常
記者は毎日、記者室に出勤する。待っていれば、広報部の職員などがプレスリリースを持ってくる。また業界団体や市民団体などからのプレスリリースの投げ込みもあるので、そのまま発表報道を行う。自ら取材しなくても記事を書くことが出来る反面、特オチを防ぐために終業時間まで常駐しなければならない。記者室は報道協定などクラブの掟に従うように相互監視を行う場でもある。

## 適法性
日本新聞協会は「公的機関にかかわる情報を迅速・的確に報道するためのワーキングルームとして公的機関が記者室を設置することは、行政上の責務」であり、「常時利用可能な記者室があり公的機関に近接して継続取材ができることは、公権力の行使をチェックし、秘匿された情報を発掘していく上でも、大いに意味のあること」と主張している。
公的機関が特定の記者クラブに対して記者室を貸与することは、公有財産の目的外使用（日本国憲法第89条違反）との批判がある。しかし日本新聞協会は1958年（昭和33年）の大蔵省管財局長の通達や1992年の京都地裁の判決により適法と主張している。また記者室の独占的・排他的な利用については「取材の継続性などによる必要度の違いも勘案」するとして、平等な利用を拒んでいる。
記者室は密室であり、監視の目が行き届かない。私物化の問題がある。1990年代、東京都庁の記者クラブの1つである有楽記者クラブでは一部のスペースに麻雀卓を置き、専用の麻雀部屋を設けていた。

## コストと負担
記者室の設置にはコストが掛かる。賃料や備品が必要である。また電気代や専従職員の人件費も設置者が負担しなければならない慣行になっている。
岩瀬の試算（1996年）によると、設置費用は全国（530官公庁・企業団体）で約110億7761万円（初年度）に及び、全国紙1社あたり5億円の利益供与に相当すると言う。また上杉隆の試算（2009年）によると、中央官庁だけで約13億4309万円に及ぶ。
一部でも記者が負担すべきという意見がある。過去には経団連や地方自治体が要請した。日本新聞協会は、賃料について黙殺している。諸経費のみ「報道側が応分の負担をする」「実情に応じて実費を負担する記者クラブが増えている」としている。しかし個々の記者クラブの実態は異なる。中央官庁の記者室の電気代は全て国費である。また電話代・ファックス代も一部は国費負担である。記者が記者室で読む新聞を税金で購入してる場合がある。1996年には大半の公的機関が負担しており、前述の試算のうち約8000万円は新聞代だった。
現在でも記者室は作られ続けている。例えば2009年に発足した消費者庁にも記者室が設けられた。

## 廃止の動き
- 1996年4月 - 神奈川県鎌倉市は記者室を廃止し、自由登録の「広報メディアセンター」を開設した。
- 2001年5月 - 長野県は脱・記者クラブ宣言を発表した。県庁の記者室を廃止し、自由に利用できるプレスセンター「表現道場」を開設した。
- 2001年6月 - 東京都は鍛冶橋・有楽記者クラブに対して、家賃を支払うように申し入れた。東京都庁では記者室の麻雀部屋問題が起きていた。後に申し入れは撤回された。

## 日本以外
韓国政府の調査（2007年）によると、中央省庁に記者が常駐する記者室を設けている国はイタリアと日本、韓国だけである。全ての中央省庁に記者室を設置している国は、日本と韓国だけである。イタリアとアメリカ合衆国の記者室は、一部の省庁にしか無い。
イタリアの首相室には、通信社の記者が数人常駐している。アメリカの国務省や国防総省、法務省には広報部と一体化した記者室がある。
韓国では2003年に記者クラブが廃止され、「開放型ブリーフィング」（開放型記者会見）が導入された。しかし各省庁の記者室や記者会見室はそのまま残った。市民記者など新規参入者は虐められて、満足に取材できなかった。2007年、盧武鉉大統領は「取材支援システム先進化案」を発表した。省庁ごとの記者室や記者会見室を廃止し、地域ごとに新たに3つの「合同ブリーフィングセンター」を作って記者室統廃合を行うことにした。また公務員への個別取材の窓口一本化や記者発表のインターネット中継により、記者室を不要にした。記者クラブ（出入り記者団）は抵抗したが、記者室統廃合は実施された。ところが2008年に李明博が大統領に就任すると、統廃合は中止された。省庁ごとの記者室や記者会見室は復活した。
アメリカの記者室は常駐メディア各社のブースや机はあるが、日本の記者クラブのような休憩用のソファや冷蔵庫はない。フランスのテレビドキュメンタリー「近くて遠い大統領　～ホワイトハウス記者のジレンマ～」でホワイトハウス記者団や記者室の内部、米国の大手メディアが優先的に取材をしている様子が詳しく報じられた。このドキュメンタリーは日本でもNHKが放映した。
以上のように、記者室の設置国はごく一部の例外である。原稿を送る設備を用意している国すら殆どない。スウェーデン、イタリア、チェコ共和国、ポルトガル、フランスだけである。大規模な国際会議などでは、全てのメディアが無料で利用可能なプレスセンターを臨時で設置することはある。しかし、日常的な取材のオフィスは記者が自費で用意している。
国家機関ではないが、国際連合にも記者が常駐する記者室が設置されている。